# Stan Tourné
Stan Tourné (Willebroek, 30 december 1955) is een voormalig Belgisch wielrenner die vooral als baanwielrenner actief is geweest.

## Biografie
Tourné was professioneel wielrenner van 1978 tot 1994. Als amateurwegrenner werd hij in 1977 wereldkampioen puntenkoers bij de amateurs. In 1980 zou hij deze prestatie herhalen bij de professionals. In de beginjaren van zijn profcarrière was hij naast het baanwielrennen ook actief als wegrenner, in het bijzonder in criteriums. 
In 1985 en 1986 werd Stan Tourné Belgisch kampioen halve fond en in 1986 - 1987 - 1988 en 1991 werd hij Europees kampioen achter Derny. 
Hij was echter vooral succesvol als zesdaagsenwielrenner. Hij nam in totaal aan 176 zesdaagsen deel, heeft zeven overwinningen op zijn naam staan en 21 keer behaalde hij een tweede plaats. Van deze zeven overwinningen won hij er vijf samen met zijn landgenoot Etienne De Wilde.

## Zesdaagsenoverwinningen
| Nr. | Jaar | Zesdaagse van | Samen met        |
| --- | ---- | ------------- | ---------------- |
| 1   | 1983 | Antwerpen     | René Pijnen      |
| 2   | 1985 | Parijs        | Etienne De Wilde |
| 3   | 1985 | Gent          | Etienne De Wilde |
| 4   | 1988 | Keulen        | Etienne De Wilde |
| 5   | 1988 | Antwerpen     | Etienne De Wilde |
| 6   | 1989 | Gent          | Etienne De Wilde |
| 7   | 1992 | Antwerpen     | Jens Veggerby    |

| Aantal | Samen met                     |
| ------ | ----------------------------- |
| 5      | - Etienne De Wilde            |
| 1      | - René Pijnen - Jens Veggerby |

Wielerploegen van Stan Tourné
Bukacki ·
Cael ·
Colman ·
Govaerts ·
Houbrechts ·
Huygelen ·
Jacques ·
Rompelberg ·
Schönbacher ·
Schurgers ·
Tourné ·
Van der Stappen ·
Van Gils ·
Van Landeghem ·
Van Looy ·
Verbraeken ·
Vrijders ·
Wijnants
Boonen ·
De Keyser ·
Govaerts ·
E. Gysemans ·
J. Gysemans ·
Jacques ·
Panis ·
Walter Planckaert ·
Willy Planckaert ·
Rompelberg ·
Schurgers ·
Tourné ·
Vaarten ·
Van de Vijver ·
Van Den Eynde ·
Van der Stappen ·
Verstraeten ·
Wijnants
Biondi ·
Christiaens ·
Criquielion  ·
De Wolf ·
Devos ·
Dhaenens ·
Goffin ·
Haex ·
Lamote ·
Matthys ·
Meuwissen ·
Rogiers ·
Somers ·
Thurau ·
Thoelen ·
Tourné ·
Vandenbrande ·
Versluys ·
Wampers
Brusselman ·
Christiaens ·
Cocquyt ·
Criquielion ·
De Wilde ·
De Wolf ·
Delaurier ·
Devos ·
Dhaenens ·
Goffin ·
Haex ·
Jacobs ·
Lamote ·
Matthys ·
Meuwissen ·
Morjean ·
Pools ·
Rogiers ·
Seiz (tot 25/08) ·
Thoelen ·
Tourné ·
Van Leeuwe ·
Vandenbrande ·
Wampers ·
Wynants ·
Wyder
Boulanger · 
Ceci · 
Clark · 
Dalgal · 
De Wilde · 
Haghedooren ·
Ilegems · 
Janssens ·
Kools ·   
Messelis · 
Nuttall ·
Peeters · 
Frank Pirard · 
Frits Pirard · 
Schurgers · 
Tourné · 
Van Camp ·
Van Der Vorst (tot 15/06) · 
Van Ende · 
Van Impe ·
Van Oyen ·
Vanhaerens
Boulanger · 
Ceci · 
Clark (tot 28/02) · 
Dalgal · 
De Wilde · 
Haghedooren ·
Heynderickx ·
Ilegems · 
Kools ·   
Kuiper ·
Lilholt ·
Mertens ·
Messelis · 
Meuwissen ·
Nevens ·
Peeters · 
Pirard · 
Schurgers (tot 15/02) · 
Tourné · 
Van Ende · 
Van Oyen ·
Van Slycke · 
Vanhaerens ·
Verleyen ·
Wijnant · 
Wijnants